# Iris stolonifera
Iris stolonifera är en irisväxtart som beskrevs av Carl Maximowicz. Iris stolonifera ingår i släktet irisar, och familjen irisväxter. Inga underarter finns listade i Catalogue of Life.

## Bildgalleri

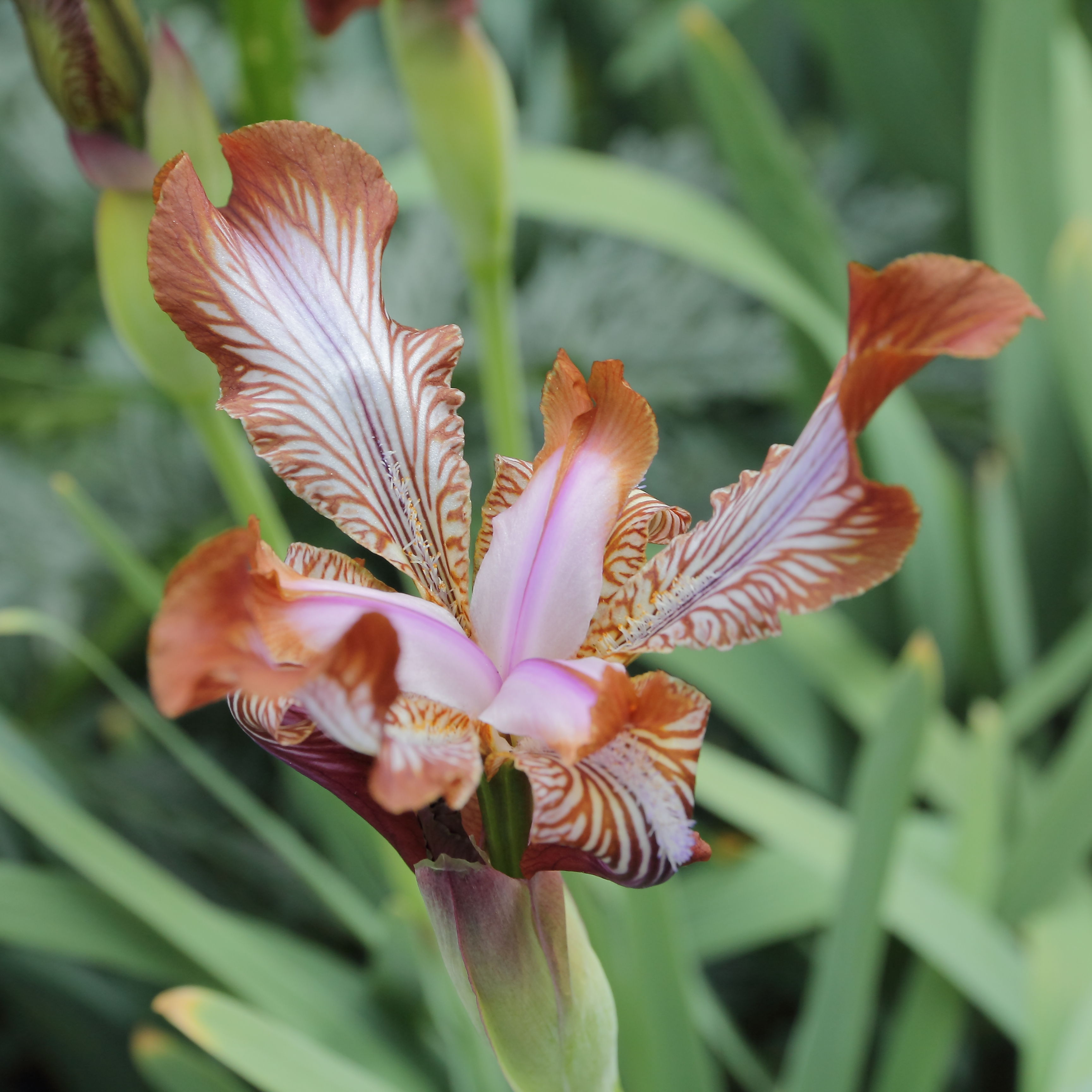
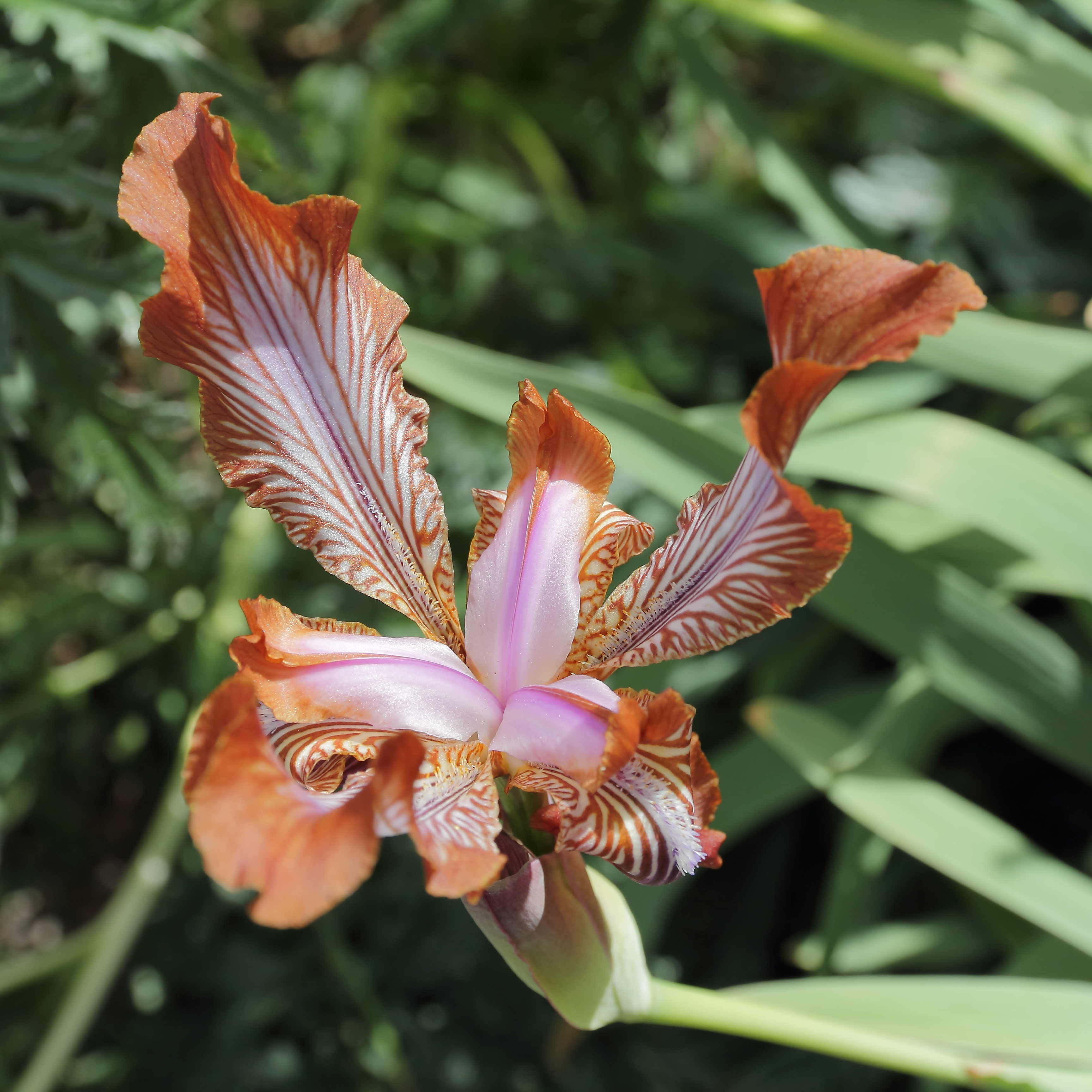
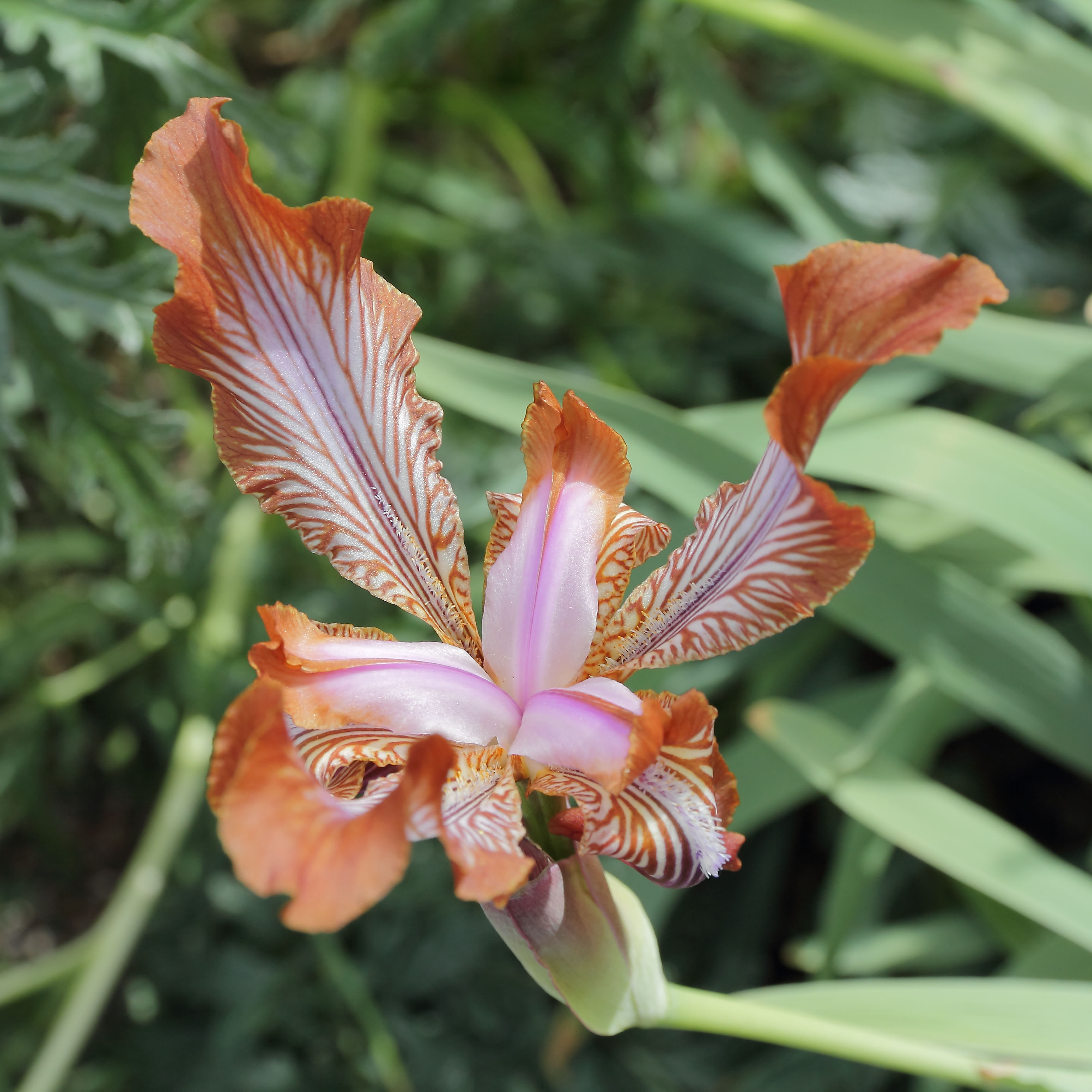
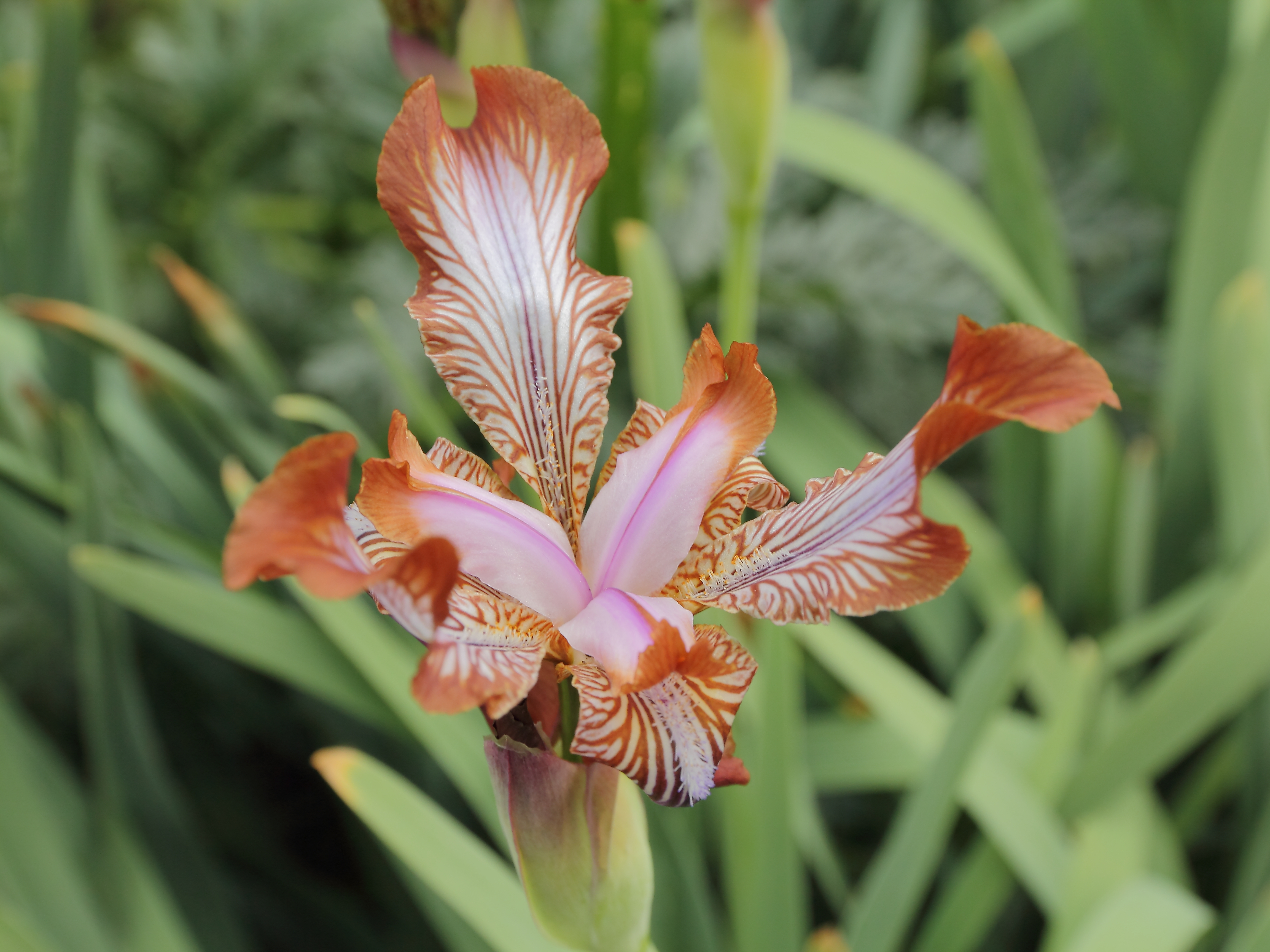
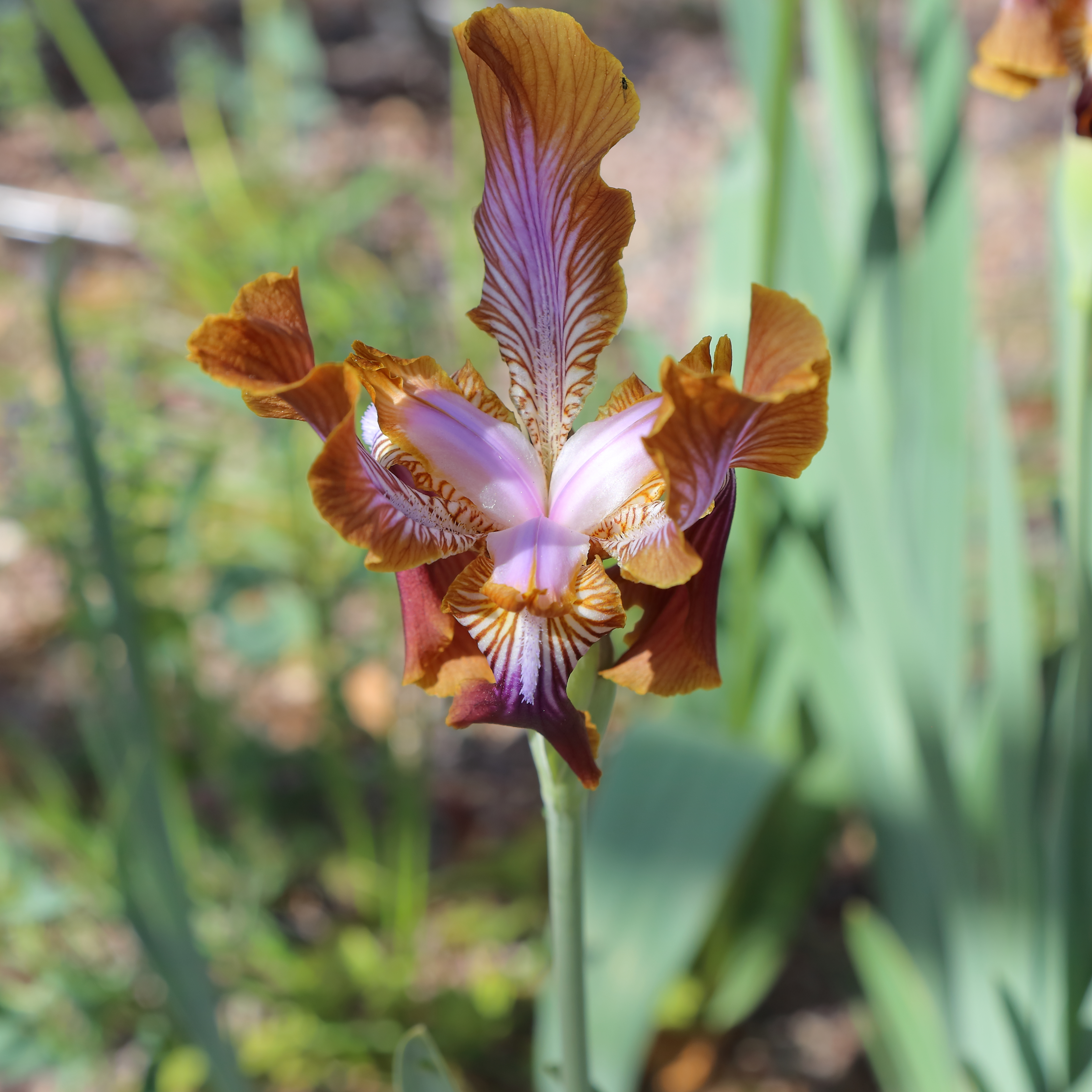
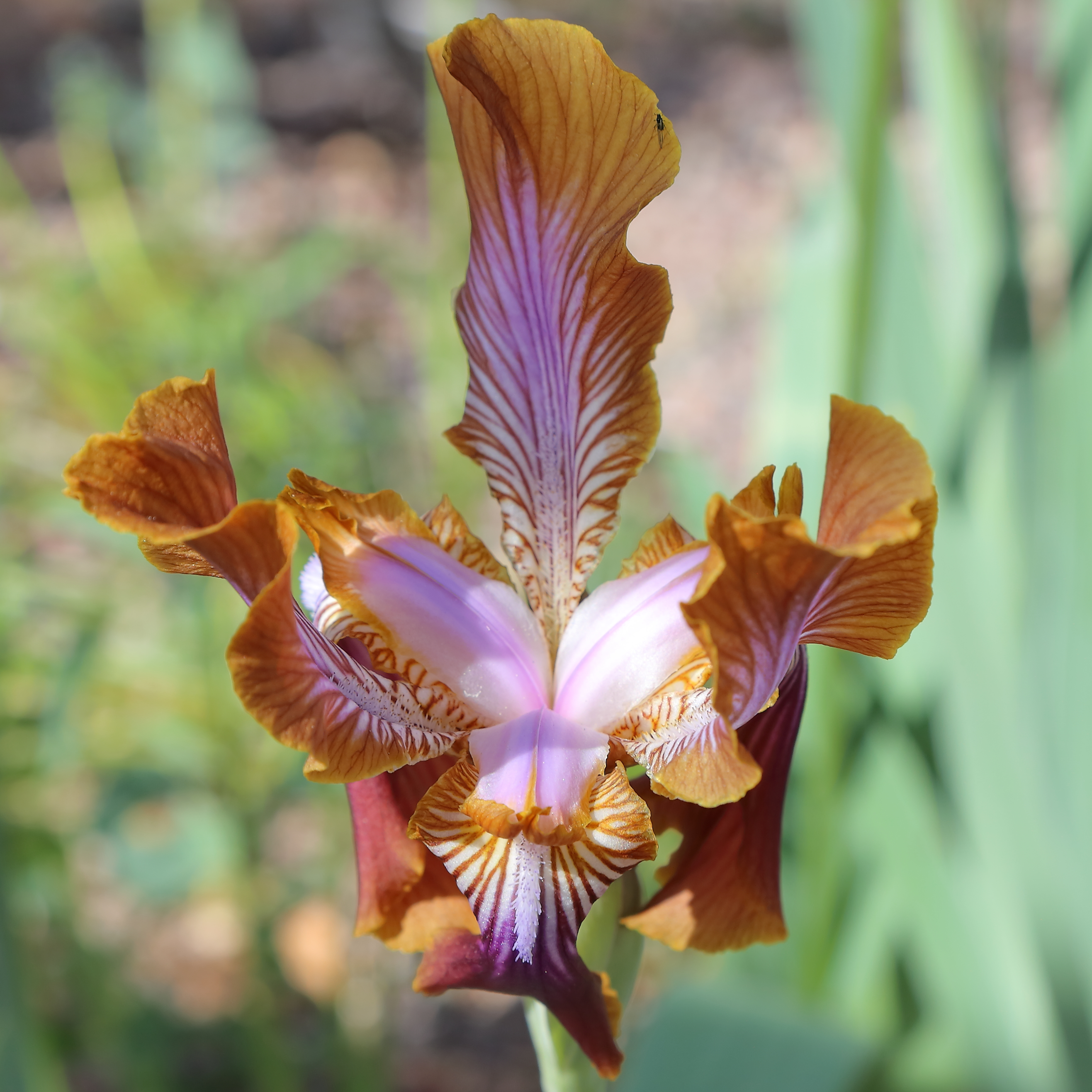